# Sulfato de ferro (II)
Sulfato de ferro (II), também chamado sulfato ferroso (ou simples, mas erroneamente, sulfato de ferro, como é tratado no comércio de produtos químicos) é um composto químico com fórmula  FeSO4. É mais comumente encontrado como o heptaidrato de cor verde-azulado.

## Hidratos
O Sulfato de ferro (II) pode ser encontrado em vários estados de hidratação e muitos dessas formas existem na natureza.
- FeSO4·H2O (mineral: szomolnokita)
- FeSO4·4H2O
- FeSO4·5H2O (mineral: siderotil)
- FeSO4·7H2O (mineral: melanterita)

A 90°C, o heptahidrato perde água da hidratação de maneira a formar um monoidrato incolor, que era também chamado "vitríolo verde", por sua relação histórica com a produção do ácido sulfúrico.

## Usos
Industrialmente, o sulfato de ferro (II) é principalmente usado como um precursor para outros compostos de ferro.
- Suplemento nutricional
- Corantes